# Romeo Vermant
Romeo Vermant, né le 24 janvier 2004 à Gelsenkirchen en Allemagne, est un footballeur belge qui joue au poste d'attaquant au Club Bruges KV.

## Biographie

### En club
Né à Gelsenkirchen en Allemagne, son père, l'international belge Sven Vermant joue alors à Schalke 04,, Romeo Vermant est formé par le Club Bruges, où il commence sa carrière professionnelle en championnat de Belgique de deuxième division avec l'équipe réserve,.
Il joue son premier match avec l'équipe première du club le 18 mars 2023, entrant en jeu en match contre le KV Courtrai en division 1A. Romeo Vermant aura ainsi pris part au sacre en championnat des Brugeois lors de la saison 2023-2024.
Il est cependant prêté au KVC Westerlo pour la deuxième partie de la saison 2023-24,.
De retour avec Bruges, il joue son premier match de Ligue des champions le 18 septembre 2024. Lors de cette rencontre, il est remplaçant lors d'une défaite contre le Borussia Dortmund de Jamie Gittens.  Le 4 mai 2025, il est titulaire pour la finale de la coupe de Belgique contre le RSC Anderlecht et participe à la victoire de son équipe en inscrivant les deux buts de son équipe (résultat : 2-1).

### En sélections nationales
Romeo Vermant est international avec la Belgique jusqu'à l'équipe espoirs, à partir de septembre 2023.

## Statistiques

### En club
| Saison                | Club                  | Championnat           | Championnat | Championnat | Championnat | Coupe(s) nationale(s) | Coupe(s) nationale(s) | Coupe(s) nationale(s) | Supercoupe | Supercoupe | Supercoupe | Compétition(s) continentale(s) | Compétition(s) continentale(s) | Compétition(s) continentale(s) | Compétition(s) continentale(s) | Autres compétitions | Autres compétitions | Autres compétitions | Autres compétitions | Total | Total | Total |
| Saison                | Club                  | Division              | M.          | B.          | P.d.        | M.                    | B.                    | P.d.                  | M.         | B.         | P.d.       | Comp.                          | M.                             | B.                             | P.d.                           | Comp.               | M.                  | B.                  | P.d.                | M.    | B.    | P.d.  |
| 2020-2021             | Club NXT              | Division 1B           | 10          | 1           | 0           | -                     | -                     | -                     | -          | -          | -          | -                              | -                              | -                              | -                              | -                   | -                   | -                   | -                   | 10    | 1     | 0     |
| 2022-2023             | Club NXT              | Division 1B           | 22          | 6           | 1           | -                     | -                     | -                     | -          | -          | -          | -                              | -                              | -                              | -                              | PO                  | 4                   | 3                   | 0                   | 26    | 9     | 1     |
| 2023-2024             | Club NXT              | Division 1B           | 12          | 6           | 3           | -                     | -                     | -                     | -          | -          | -          | -                              | -                              | -                              | -                              | -                   | -                   | -                   | -                   | 12    | 6     | 3     |
| 2024-2025             | Club NXT              | Division 1B           | 2           | 1           | 1           | -                     | -                     | -                     | -          | -          | -          | -                              | -                              | -                              | -                              | -                   | -                   | -                   | -                   | 2     | 1     | 1     |
| Sous-total            | Sous-total            | Sous-total            | 46          | 14          | 5           | -                     | -                     | -                     | -          | -          | -          | -                              | -                              | -                              | -                              | -                   | 4                   | 3                   | 0                   | 50    | 17    | 5     |
| 2022-2023             | Club Bruges KV        | Division 1A           | 5           | 0           | 0           | -                     | -                     | -                     | -          | -          | -          | C1                             | -                              | -                              | -                              | PO1                 | 5                   | 0                   | 1                   | 10    | 0     | 1     |
| 2023-2024             | Club Bruges KV        | Division 1A           | 1           | 0           | 0           | -                     | -                     | -                     | -          | -          | -          | C4                             | 2                              | 0                              | 1                              | PO1                 | -                   | -                   | -                   | 3     | 0     | 1     |
| 2024-2025             | Club Bruges KV        | Division 1A           | 19          | 3           | 3           | 4                     | 2                     | 0                     | 1          | 0          | 0          | C1                             | 5                              | 0                              | 0                              | PO1                 | 9                   | 6                   | 1                   | 38    | 11    | 4     |
| 2025-2026             | Club Bruges KV        | Division 1A           | 4           | 0           | 2           | -                     | -                     | -                     | 1          | 0          | 0          | C1                             | 3                              | 2                              | 0                              | -                   | -                   | -                   | -                   | 8     | 2     | 2     |
| Sous-total            | Sous-total            | Sous-total            | 29          | 3           | 5           | 4                     | 2                     | 0                     | 2          | 0          | 0          | -                              | 10                             | 2                              | 1                              | -                   | 14                  | 6                   | 2                   | 59    | 13    | 8     |
| 2023-2024             | KVC Westerlo (prêt)   | Division 1A           | 7           | 2           | 2           | -                     | -                     | -                     | -          | -          | -          | -                              | -                              | -                              | -                              | PO2                 | 5                   | 1                   | 0                   | 12    | 3     | 2     |
| Total sur la carrière | Total sur la carrière | Total sur la carrière | 81          | 19          | 11          | 4                     | 2                     | 0                     | 2          | 0          | 0          | -                              | 10                             | 2                              | 1                              | -                   | 23                  | 10                  | 2                   | 120   | 33    | 14    |

## Palmarès

### En club
| Club Bruges KV - Championnat de Belgique (1) : - Champion : 2024. - Vice-champion : 2025. - Coupe de Belgique (1) : - Vainqueur : 2025. - Supercoupe de Belgique (1) : - Vainqueur : 2025. - Finaliste : 2024. |

## Vie privée
Romeo Vermant est le fils de Sven Vermant, également footballeur professionnel, international à 18 reprises et aujourd'hui entraîneur.